# Chlamydomonas reinhardtii
Chlamydomonas reinhardtii és una alga verda unicel·lular que es fa servir d'organisme model. Mesura uns 10 micròmetres de diàmetre amb dos flagels. La seva paret cel·lular està feta de glucoproteïnes riques en hidroxiprolina, un gran cloroplast en forma de copa, un gran pirenoide, i una taca que detecta la llum (fotosensible). Aquesta alga té una distribució cosmopolita en sòls i aigua dolça. També és d'interès com biocombustible per la producció d'hidrogen. Aquesta espècie d'alga no només fa la fotosíntesi sinó que pot capturar energia d'altres plantes (digerint la cel·lulosa), essent la primera vegada que s'ha observat això en un vegetal i això pot tenir un gran impacte en el futur de la bioenergia.
Es va començar a estudiar en laboratori a partir de 1945.

## Organisme model
Les Chlamydomonas es fan servir per contestar les preguntes de la biologia cel·lular i la biologia molecular referides al moviment, resposta a la llum, reconeixement, regulació del proteoma per controlar els flagels, resposta als canvis en nutrició mineral. Es fan servir molts mutants d'aquesta espècie per estudiar per exemple la fotosíntesi, la síntesi de proteïnes o l'evolució dels organismes.

## Reproducció
Les cèl·lules vegetatives de C. reinhardtii són haploides amb 17 cromosomes petits. Sota privació de nitrogen es desenvolupen gàmetes haploides. Els progenitors són d'aparença idèntica (s'anomenen mt(+) i mt(-)), que es fusionen per donar un zigot diploide. Aquest zigot no està flagellat i és inactiu al sòl. Amb la llum el zigot experimenta la meiosi i allibera quatre cèl·lules flagelades haploides. Sota condicions ideals les cèl·lules poden de vegades tenir dos o tres cicles de mitosi i així es pot tenir de 4 a 8 cèl·lules filles per cada cèl·lula materna. El seu cicle cel·lular es pot sincronitzar alternant períodes de llum i foscor.